# Eosentomon montanum
Eosentomon montanum är en urinsektsart som beskrevs av Copeland 1964. Eosentomon montanum ingår i släktet Eosentomon och familjen trakétrevfotingar. Inga underarter finns listade i Catalogue of Life.